# چاقوی نبرد فربرن-سیکز
چاقوی نبرد فربرن-سیکز (به انگلیسی: Fairbairn–Sykes fighting knife) چاقوی نبرد دوتیغه‌ای است که پیش از جنگ‌جهانی دوم بدست ویلیام ای فربرن و اریک ای سیکز طراحی شد. بررسی‌های اولیه برای طراحی این چاقو بدست این دو هنگامی شروع شد که در پلیس شهری شانگهای خدمت می‌کردند.
چاقوی نبرد اف-اس در جنگ جهانی دوم به خاطر استفاده کماندوهای انگلیسی، نیروهای هوابرد، نیروهای اس.آ.اس و برخی واحدهای دیگر به ویژه در نبرد نورماندی مشهور شد. به خاطر نوک بسیار تیزش شبیه به چاقوی جنگی استیلتو است که برای سوراخ کردن بکار می‌رود اما تیغه‌های تیز آن توانایی ضربه زدن و بریدن را نیز به خوبی دارد. شرکت ویلکینسون اسورد گونه‌ای از چاقوی نبرد اف-اس را می‌سازد که گره انتهایی دسته‌اش کوچکتر است و دسته‌اش تغییراتی با نسخه اصلی دارد.
نیروهای اُ.اس. اس (دفتر خدمات استراتژیک ایالات متحده)، نیروهای مهاجمین دریایی و دیگر واحدهای ایالات متحده نیز از چاقوی نبرد اف-اس استفاده می‌کنند.
فربرن و سیکز در نوامبر ۱۹۴۰ ایده خود را دربارهٔ طرح چاقوی جنگی جدید با مرکز آموزش ویژه در میان گذشتند و سپس اولین سری تولید انبوه این چاقو در ژانویه ۱۹۴۱ بدست شرکت ویلکینسون اسورد ساخته شد. تولید این جنگ‌افزار هنوز هم ادامه دارد.

## طراحی

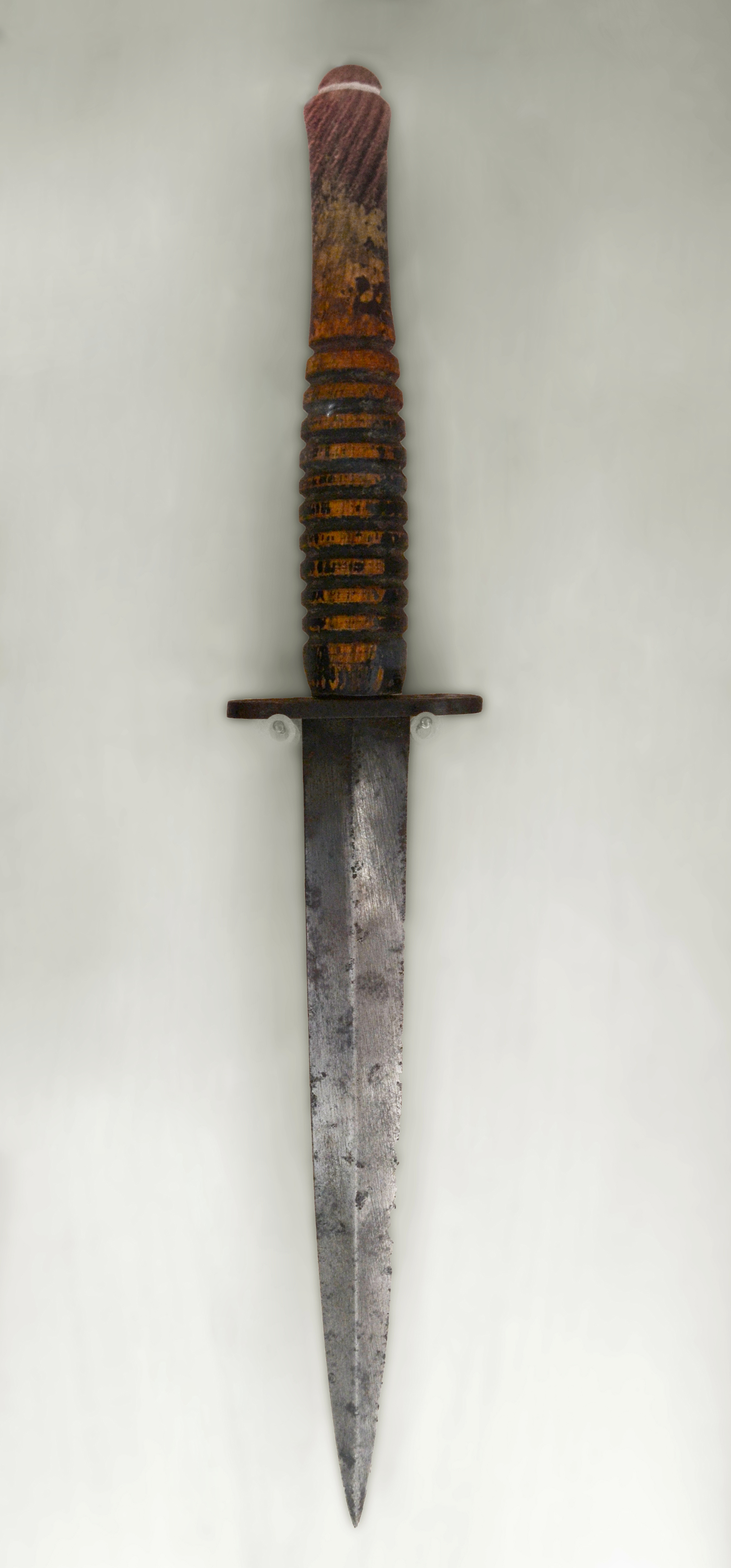
چاقوی نبر اف-اس

چاقوی جنگی اف-اس به‌طور ویژه برای حمله غافلگیرانه ساخته شده‌است و تیغه باریک آن به راحتی می‌تواند در دنده‌های قفسه سینه حریف وارد شود. دسته‌اش آن را به چاقوی جنگی کارایی تبدیل می‌کند.
این چاقو در نسخه‌های مختلفی ساخته شده‌است. طرح شانگهای آن طولی برابر با ۵٫۵ اینچ (۱۴ سانتی‌متر) داشت. اولین طرح آن طولی ۶٫۵ اینچی (۱۷ سانتی‌متری) داشت اما طرح دوم آن با طول ۷ اینچ (۱۸ سانتی‌متر) بود.
تیغه به نحوی طراحی شده‌است که مقداری از آن بتواند به راحتی در بدن حریف وارد شود. با در نظر گرفتن کت نظامی آن زمان، میزان وارد شدن تیغه در بدن حریف تا ۳ اینچ (۷٫۶ سانتی‌متر) برآورد شده‌است. در طرح‌های بعدی این میزان ورود تیغه افزایش یافته‌است.

## نیروهای استفاده‌کننده

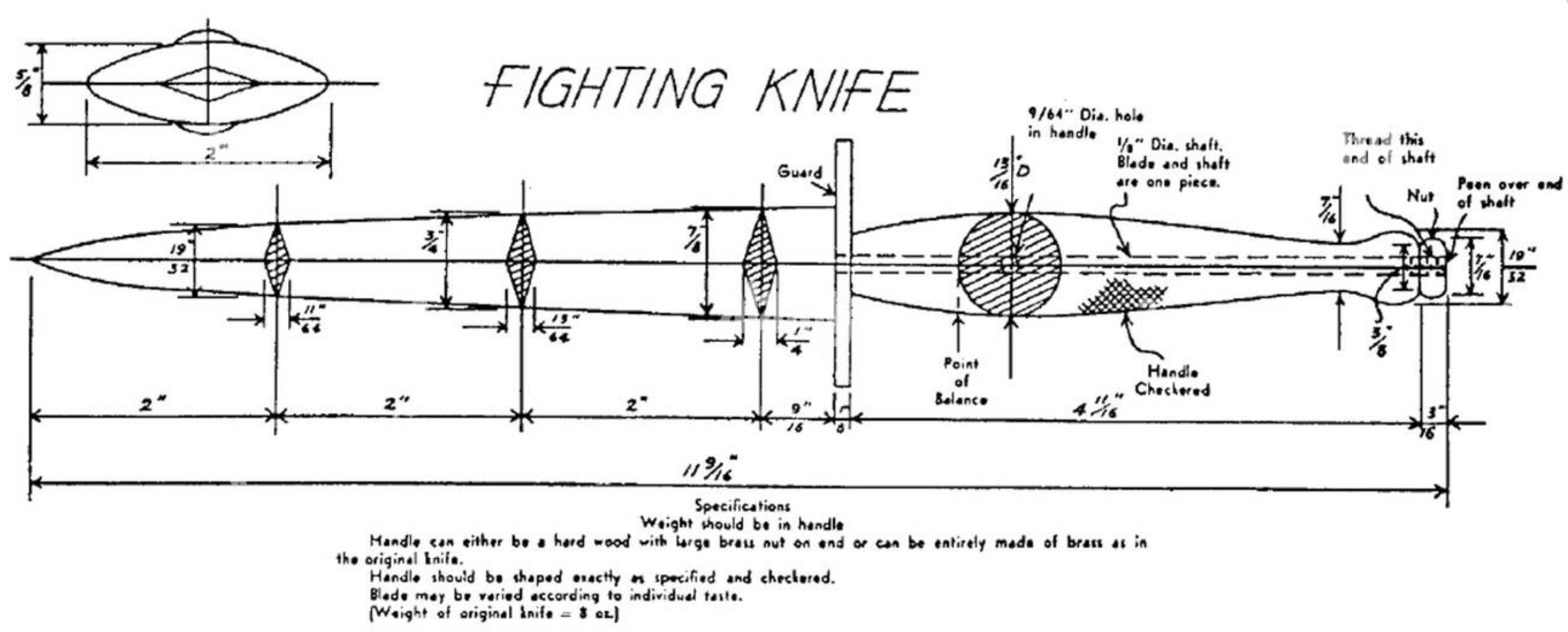
طرحی از چاقوی نبرد اف-اس اثر رکس اپلگیت که در کتاب «بکش یا کشته شو» آمده‌است.

- انگلستان
  - نیروهای دریایی سلطنتی
- بلژیک
  - بریگاد پاراکوماندو
- کانادا
  - نیروهای مسلح کانادا
- کامبوج
  - نیروهای ویژه ۹۱۱
- اندونزی
  - کوپاسوس
- مالزی
  - گروپ گراک خاس
- سنگاپور
  - کوماندوهای سنگاپور